# Genevieve Tobin
Genevieve Tobin (ur. 29 listopada 1899 w Nowym Jorku, zm. 31 lipca 1995 w Pasadenie) – amerykańska aktorka filmowa.

## Wybrana filmografia
- 1910: Chata wuja Toma jako Eva
- 1933: Żegnaj ponownie jako Julie Clochessy Wilson
- 1936: Skamieniały las jako Pani Chisholm
- 1938: Zaza jako Florianne
- 1940: No Time for Comedy jako Amanda 'Mandy' Swift

## Wyróżnienia
Posiada swoją gwiazdę na Hollywoodzkiej Alei Gwiazd.